# Campeonato Mundial de Esqui Estilo Livre de 2013 - Halfpipe feminino
A prova do halfpipe feminino do Campeonato Mundial de Esqui Estilo Livre de 2013 foi disputada entre os dias 4 e 5 de março em Voss na Noruega. Participaram 22 atletas de 11 nacionalidades.

## Medalhistas
| Ouro                  | Prata                | Bronze              |
| Virginie Faivre (SUI) | Anais Caradeux (FRA) | Ayana Onozuka (JPN) |

## Resultados

### Qualificação
22 atletas participaram do processo qualificatório. As 12 melhores avançaram para a final.
| Pos. | Bib | Esquiadora            | Nacionalidade  | 1ª descida | 2ª descida | Melhor | Notas |
| ---- | --- | --------------------- | -------------- | ---------- | ---------- | ------ | ----- |
| 1    | 3   | Ayana Onozuka         | Japão          | 87.6       | 51.2       | 87.6   | Q     |
| 2    | 4   | Rosalind Groenewoud   | Canadá         | 71.6       | 86.8       | 86.8   | Q     |
| 3    | 1   | Virginie Faivre       | Suíça          | 85.0       | 74.0       | 85.0   | Q     |
| 4    | 10  | Keltie Hansen         | Canadá         | 84.4       | 79.0       | 84.4   | Q     |
| 5    | 11  | Marie Martinod        | França         | 81.0       | 61.0       | 81.0   | Q     |
| 6    | 8   | Anais Caradeux        | França         | 80.2       | 34.4       | 80.2   | Q     |
| 7    | 15  | Angeli Vanlaanen      | Estados Unidos | 75.6       | 8.2        | 75.6   | Q     |
| 8    | 5   | Mirjam Jaeger         | Suíça          | 69.6       | 63.6       | 69.6   | Q     |
| 9    | 12  | Janina Kuzma          | Nova Zelândia  | 67.8       | 63.6       | 67.8   | Q     |
| 10   | 6   | Annalisa Drew         | Estados Unidos | 67.6       | 31.2       | 67.6   | Q     |
| 11   | 7   | Manami Mitsuboshi     | Japão          | 62.2       | 67.0       | 67.0   | Q     |
| 12   | 16  | Kimmy Sharp           | Estados Unidos | 63.4       | 53.6       | 63.4   | Q     |
| 13   | 9   | Katrien Aerts         | Bélgica        | 26.2       | 58.6       | 58.6   |       |
| 14   | 19  | Amy Sheehan           | Austrália      | 25.0       | 55.6       | 55.6   |       |
| 15   | 17  | Emma Lonsdale         | Grã-Bretanha   | 48.0       | 53.6       | 53.6   |       |
| 16   | 22  | Elizavetta Chesnokova | Rússia         | 41.4       | 41.6       | 41.6   |       |
| 17   | 20  | Rowan Cheshire        | Grã-Bretanha   | 41.0       | 26.2       | 41.0   |       |
| 18   | 14  | Nina Ragettli         | Suíça          | 37.8       | 25.4       | 37.8   |       |
| 19   | 18  | Katia Griffiths       | Espanha        | 36.6       | 19.8       | 36.6   |       |
| 20   | 21  | Daniela Bauer         | Áustria        | 20.8       | 36.2       | 36.2   |       |
| 21   | 23  | Natalya Makagonova    | Rússia         | 34.0       | 34.0       | 17.0   |       |
| 22   | 2   | Maddie Bowman         | Estados Unidos | DNS        | DNS        | DNS    |       |

### Final
As 12 esquiadores disputaram no dia 5 de março a final da prova.
| Pos.              | Bib | Esquiadora          | Nacionalidade  | 1ª descida | 2ª descida | Melhor |
| ----------------- | --- | ------------------- | -------------- | ---------- | ---------- | ------ |
| Medalha de ouro   | 1   | Virginie Faivre     | Suíça          | 79.4       | 83.8       | 83.8   |
| Medalha de prata  | 8   | Anais Caradeux      | França         | 80.6       | 76.8       | 80.6   |
| Medalha de bronze | 3   | Ayana Onozuka       | Japão          | 80.4       | 78.8       | 80.4   |
| 4                 | 7   | Manami Mitsuboshi   | Japão          | 68.2       | 75.8       | 75.8   |
| 5                 | 11  | Marie Martinod      | França         | 75.6       | 24.4       | 75.6   |
| 6                 | 15  | Angeli Vanlaanen    | Estados Unidos | 73.0       | 11.8       | 73.0   |
| 7                 | 10  | Keltie Hansen       | Canadá         | 64.6       | 67.0       | 67.0   |
| 8                 | 5   | Mirjam Jaeger       | Suíça          | 65.2       | DNS        | 65.2   |
| 9                 | 6   | Annalisa Drew       | Estados Unidos | 63.2       | 63.0       | 63.2   |
| 10                | 12  | Janina Kuzma        | Nova Zelândia  | 58.8       | 56.6       | 58.8   |
| 11                | 16  | Kimmy Sharp         | Estados Unidos | 47.0       | 42.8       | 47.0   |
| 12                | 4   | Rosalind Groenewoud | Canadá         | 24.8       | 29.6       | 29.6   |

Legenda
| Recorde mundial       | Recorde mundial (World record)               |                       | Recorde africano                      | Recorde africano (African) |                                           | Q | Classificado por posição (Qualified) |
| Recorde do campeonato | Recorde do campeonato (Championship record)  | Recorde da América    | Recorde da América (Americas)         | q                          | Classificado por melhor tempo (Qualified) |   |                                      |
| Melhor marca do ano   | Melhor marca do ano (World leading)          | Recorde asiático      | Recorde asiático (Asian)              | DNS                        | Não largou (Did not start)                |   |                                      |
| Recorde nacional      | Recorde nacional (National record)           | Recorde europeu       | Recorde europeu (European)            | DNF                        | Não terminou (Did not finish)             |   |                                      |
| Recorde pessoal       | Recorde pessoal do atleta (Personal best)    | Recorde da Oceania    | Recorde da Oceania (Oceania)          | DSQ / DQ                   | Desclassificado (Disqualified)            |   |                                      |
| Recorde da temporada  | Recorde da temporada do atleta (Season best) | Recorde sul-americano | Recorde sul-americano (South America) | NM                         | Sem marca (No mark)                       |   |                                      |